# Владимир Мстиславич (князь киевский)
Владимир Мстиславич (1132 — 30 мая 1171) — князь Дорогобужский в 1152—1154 и 1170—1171 годах, князь Владимиро-Волынский в 1154—1157 годах, князь Слуцкий в 1161 году, князь Трипольский в 1162—1168 годах, великий князь Киевский в 1171 году.
Сын Мстислава Владимировича Великого от второго брака, поэтому упоминается с прозвищем Мачешич.

## Брат великих князей киевских
С 1152 года Владимир княжил в Дорогобуже, а после смерти в 1154 году своего старшего брата Святополка — во Владимире-Волынском. Опираясь на своих венгерских родственников, активно поддерживал своих братьев в их борьбе с Юрием Долгоруким.
После примирения своего брата Ростислава с Юрием осаждал с Владимирко Галицким Мстислава Изяславича в Луцке. За это в 1157 году Владимир был изгнан из Владимира-Волынского Мстиславом. Семья Владимира оказалась в плену. Владимир бежал в Венгрию, надеясь получить там поддержку, но ни король Венгрии, ни Великий князь Киевский ему не помогли.
Вернувшись на Русь, Владимир оказался без волости и воевал на стороне Изяслава Давыдовича. При неизвестных обстоятельствах Владимир овладел Слуцком, но в 1161 году был изгнан оттуда братом Ростиславом, а взамен получил Треполь.

## Старший в роду
После смерти Ростислава Мстиславича в 1167 году Владимир оказался старшим среди Мономашичей, но сил для захвата и удержания Киева не имел. Поэтому он вместе с сыновьями Ростислава призвал Мстислава Изяславича на великое княжение, но рассчитывая увеличить свои владения. Себе он хотел в придачу к Триполю Торческ со всем Поросьем. Мстислав, однако, узнав о сговоре, осадил Владимира в Вышгороде. Владимир и Мстислав договорились оставаться при старых волостях. Боярин Василь Настасьич донёс великому князю о том, что Владимир стал строить против него новые козни. Мстислав вызвал Владимира на суд. Однако долгие судебные споры наскучили Мстиславу. Он предложил Владимиру снова поцеловать крест и разойтись с миром. Владимир вновь стал сноситься с черными клобуками, но бояре и дружина не поддержали его. Владимир, отправившись к берендеям с небольшим количеством дружинников, не получил у них поддержки — те прогнали его, чуть не убив. Владимир Мстиславич как клятвопреступник должен был скитаться по княжествам. Недолго прожив в Рязани, в 1169 году Владимир Мстиславич с согласия Мстислава Изяславича отправился в Волынскую землю, где поселился в городке Полонном. Узнав о смерти Владимира Андреевича, Владимир Мстиславич явился в Дорогобуж, дав обещание и семье покойного князя и боярам, что не сделает им ничего дурного. Но, войдя в город, отнял имения у бояр Владимира Андреевича и изгнал его вдову из города.

## Великий князь Киевский
В 1171 году после смерти Глеба Юрьевича Давыд и Мстислав Ростиславичи позвали своего дядю Владимира на великое княжение в Киев. Тайком от Ярослава Изяславича и от Андрея Боголюбского Владимир приехал в Киев, оставив Дорогобуж сыну Мстиславу. Андрей Боголюбский потребовал от Владимира покинуть Киев. Владимир умер, княжив менее трех месяцев, не дождавшись насильственного изгнания с великого стола.

## Семья и дети
Жена — с 1150 года дочь сербского жупана и угорского бана и палатина Белуша.
Дети:
- Мстислав (ум. ок. 1202) — князь дорогобужский.
- Яросла́в (ум. после 1199) — князь новгородский в 1182—1184, 1187—1196, 1197—1199, новоторжский в 1196—1197.
- Ростислав (ум. после 1202) — участник русско-половецких войн.
- Святослав (ум. 1221) — убит венграми под Галичем[4].